# فریدون بدره‌ای
فریدون بدره‌ای (متولد ۱۹ دی ۱۳۱۵، کرمانشاه) نویسنده و مترجم ایرانی‌ست. او لیسانس ادبیات فارسی، فوق‌لیسانس و دکتری زبان‌شناسی دارد.
در تاریخ ۲۷ تیر ۱۴۰۰ به اشتباه خبر درگذشت وی منتشر شد اما هیچ خبرگزاری تکذیبیه آن را منتشر نکرد.

## سمت‌ها
- رئیس اسبق پژوهشگاه واژه‌نامه‌های بسامدی و کتابخانه فرهنگستان زبان ایران
- رایزن فرهنگی سابق ایران در پاکستان
- رئیس کتابخانه ملی ایران از ۵ فروردین ۱۳۵۸ تا ۱۵ فروردین ۱۳۵۹

## آثار
- سرآغازهای علم در غرب، دیدید سی. لیندبرگ، فریدون بدره‌ای (مترجم)، ناشر: علمی و فرهنگی، ۱۳۷۷
- فرقه اسماعیلیه، مارشال گودوین سیمز هاجسن، فریدون بدره‌ای (مترجم)، ناشر: علمی و فرهنگی
- طب اسلامی، مانفرد اولمان، فریدون بدره‌ای (مترجم)، ناشر: توس
- بزرگان فلسفه، هنری توماس، فریدون بدره‌ای (مترجم)، ناشر: علمی و فرهنگی
- سفرنامه جکسن: ایران در گذشته و حال، آبراهام والنتاین ویلیامز جکسون، فریدون بدره‌ای (مترجم)، منوچهر امیری (مترجم)، ناشر: علمی و فرهنگی
- افسانه‌های حشاشین، یا، اسطوره‌های فدائیان اسماعیلی، فرهاد دفتری، فریدون بدره‌ای (مترجم)، ناشر: فرزان روز
- مارتین لوتر، اصلاح‌گر کلیسا، هری امرسن فازدیک، فریدون بدره‌ای (مترجم)، ناشر: علمی و فرهنگی
- مختصری در تاریخ اسماعیلیه: سنت‌های یک جماعت مسلمان، فرهاد دفتری، فریدون بدره‌ای (مترجم)، ناشر: فرزان روز
- ساخت رمان، ادوین میور، فریدون بدره‌ای (مترجم)، ناشر: علمی و فرهنگی
- تاریخ و عقاید اسماعیلیه، فرهاد دفتری، فریدون بدره‌ای (مترجم)، ناشر: فرزان روز
- واژه‌های دخیل در قرآن مجید، آرتور جفری، فریدون بدره‌ای (مترجم)، ناشر: توس
- مفاهیم اخلاقی - دینی در قرآن مجید، توشی هیکو ایزوتسو، فریدون بدره‌ای (مترجم)، ناشر: فرزان روز
- تحلیلی از هزار و یک شب، رابرت ایروین، فریدون بدره‌ای (مترجم)، ناشر: فرزان روز
- سلسله‌های اسلامی جدید، راهنمای گاهشماری و تبارشناسی، کلیفورد ادموند باسورث، فریدون بدره‌ای (مترجم)، ناشر: باز
- آشیانه عقاب: قلعه‌های اسماعیلی در ایران و سوریه، پیتر ویلی، فریدون بدره‌ای (مترجم)، ناشر: فرزان روز
- عدالت و ذکر: درآمدی بر مقام معنوی امام علی (ع)، رضا شاه کاظمی، فریدون بدره‌ای (مترجم)، ناشر: فرزان روز
- اسماعیلیه و ایران: مجموعه مقالات، فریدون بدره‌ای، فرهاد دفتری، شکوه ذاکری (ویراستار)، ناشر: فرزان روز
- کورش کبیر در قرآن مجید و عهد عتیق، فریدون بدره‌ای، ناشر: اساطیر
- آیین شهریاری در شرق، سموئیل کندی ادی، فریدون بدره‌ای (مترجم)، ناشر: علمی و فرهنگی
- حضور ایرانیان در جهان اسلام، ریچارد هوانسیان، جورج صباغ، فریدون بدره‌ای (مترجم)، ناشر: باز
- جامعه مدنی در جهان اسلام: چشم‌اندازهای معاصر، امین ساجو، فریدون بدره‌ای (مترجم)، ناشر: فرزان روز
- پژوهشی در یکی از امپراتوری‌های اسلامی، تاریخ فاطمیان و منابع آن، پل ارنست واکر، فریدون بدره‌ای (مترجم)، ناشر: فرزان روز
- من بادم و تو آتش: دربارهٔ زندگی و آثار مولانا، آنه ماری شیمل، فریدون بدره‌ای (مترجم)، ناشر: توس
- تاریخ و اندیشه‌های اسماعیلی در سده‌های میانه، فریدون بدره‌ای، فرهاد دفتری، ناشر: فرزان روز
- بین انقلاب و دولت: مسیر تشکیل دولت فاطمی قاضی نعمان و توجیه مشروعیت حکومت فاطمی، فریدون بدره‌ای، سمیه همدانی، ناشر: فرزان روز
- اندیشه غربی و گفتگوی تمدن‌ها: مجموعه سخنرانی‌های همایش ۲۹–۲۰ اکتبر ۱۹۷۷، باقر پرهام (مترجم)، فریدون بدره‌ای (مترجم)، خسرو ناقد (مترجم)، ناشر: فرزان روز
- خاطرات یک مأموریت، سیره دانشمند، سیاستمدار و شاعر اسماعیلی موید فی الدین شیرازی، فریدون بدره‌ای، ورنا کلم، ناشر: فرزان روز
- بقای بعد از مغول، نزاری قهستانی و تداوم سنت اسماعیلی در ایران، فریدون بدره‌ای، نادیا ابوجمال، ناشر: فرزان روز
- پراگماتیسم، ویلیام جیمز، عبدالکریم رشیدیان (مترجم)، فریدون بدره‌ای (ویراستار)، ناشر: علمی و فرهنگی
- نخستین اندیشه‌های شیعی تعالیم امام محمد باقر (ع)، ارزینا لالانی، فریدون بدره‌ای (مترجم)، ناشر: فرزان روز
- غزالی و اسماعیلیان، مشاجره بر سر عقل و مرجعیت در اسلام سده‌های میانه، فریدون بدره‌ای، فاروق متها، ناشر: فرزان روز
- سنت و فرهنگ، مجموعه مقالات، ذبیح‌الله صفا، فریدون بدره‌ای (مترجم)، ناشر: وزارت فرهنگ و ارشاد اسلامی، سازمان چاپ و انتشارات
- تاریخ تمدن، اصلاح دینی، ویلیام جیمز دورانت، آریل دورانت، فریدون بدره‌ای (مترجم)، پرویز مرزبان (مترجم)، سهیل آذری (مترجم)، ناشر: علمی و فرهنگی